# Eburia hatsueae
Eburia hatsueae es una especie de escarabajo longicornio del género Eburia, tribu Eburiini, familia Cerambycidae. Fue descrita científicamente por Chemsak & Giesbert en 1986.
Se distribuye por México.

## Descripción
La especie mide 18,4-35,6 milímetros de longitud. El período de vuelo ocurre en los meses de mayo, junio, julio y agosto.